# Charaxes intermedia
Charaxes intermedia är en fjärilsart som beskrevs av Abel Dufrane 1953. Charaxes intermedia ingår i släktet Charaxes och familjen praktfjärilar. Inga underarter finns listade i Catalogue of Life.